# Inselkeltische Sprachen
Als inselkeltische Sprachen werden in der Sprachwissenschaft sämtliche Sprachen zusammengefasst, die auf eine oder mehrere ursprünglich auf den britischen Inseln gesprochene keltische Sprachen zurückgehen.

## Gliederung
Diese Sprachgruppe wird in zwei Untergruppen eingeteilt, Britannisch und Goidelisch (oder Gälisch):
- Britannische Sprachen
  - Nordbritannisch
    - Kumbrisch in Nordengland, im 11. Jahrhundert ausgestorben, wenige Wörter erhalten (Zahlwörter, Rechtsbegriffe). Nicht definitiv geklärt ist der Status des Kumbrischen im Verhältnis zum Walisischen; in bestimmten Theoriemodellen wird das Kumbrische als walisischer Dialekt und nicht als eigenständige Sprache gesehen. Sowohl die geografische Distanz als auch der Analogieschluss aus der Auseinanderentwicklung der verschiedenen anderen Varianten des Britannischen deuten aber eher auf einen Status als eigener Zweig hin.

  - Westbritannisch
    - Walisisch in Wales mit etwa 330.000 Muttersprachlern und 280.000 Sprechern mit Walisisch als Zweitsprache[1] sowie etwa 130.000 Sprechern außerhalb Wales (hauptsächlich England).[2]

  - Südwestbritannisch
    - Kornisch in Cornwall, etwa 1800 ausgestorben; wiederbelebt mit etwa 250–300 Personen, die die Sprache fließend beherrschen (Neo-Kornisch)
    - Bretonisch in der Bretagne, mit unter 250.000 Muttersprachlern. Im Alltag nur von etwa 120.000 Personen verwendet.
- Goidelische Sprachen
  - West-Goidelisch
    - Irisch (oder Irisches Gälisch) in Irland mit vielleicht 20.000 bis 50.000 Muttersprachlern und sehr vielen Personen, die es als Zweitsprache lernen

  - Ost-Goidelisch
    - Schottisch-Gälisch in Nordwest-Schottland mit vielleicht 20.000 Personen, die die Sprache im Alltag verwenden (von insgesamt 50.000 Sprechern 2001)
      - Kanadisch-Gälisch in Neufundland (Kanada) mit noch etwa 500 bis 1000 vorwiegend älteren Sprechern

    - Manx auf der Isle of Man, 1974 ausgestorben; wiederbelebt (~1600 Sprecher im Jahr 2001).

Die Bezeichnungen Nordbritannisch bzw. West- und Ost-Goidelisch werden jedoch selten verwendet.
Es gibt weitere Sprachen, für die die Zugehörigkeit zu den inselkeltischen Sprachen strittig ist: Das Piktische, das bis ins Mittelalter in Schottland gesprochen wurde, ist zu schwach belegt, um genau klassifiziert zu werden (einige Punkte sprechen für eine Zugehörigkeit zum Britannischen, es ist aber nicht erwiesen, ob es überhaupt keltisch ist). Das Shelta ist eine Sprache mit Elementen diverser Herkunft.

## Geschichte und Merkmale
Das Keltische ist in vorgeschichtlicher Zeit auf die britischen Inseln gelangt. Um die Zeitenwende wurden wahrscheinlich in diesem gesamten Gebiet inselkeltische Sprachen gesprochen (sofern das Piktische dazuzählt). Später wurden sie vom Englischen weitgehend in Randgebiete der Britischen Inseln verdrängt (die Bretonen sind im Zuge dessen nach Frankreich ausgewandert), und heute sind mit Ausnahme des Walisischen alle anderen inselkeltischen Sprachen vom Aussterben bedroht, das heißt, sie existieren nur noch in kleinen, abgelegenen Sprechergemeinschaften als Mutter- oder Erstsprache.
Gemeinsam ist allen inselkeltischen Sprachen der Wortstellungstyp VSO (Verb-Subjekt-Objekt) (wobei manche Sprachen zu manchen Zeiten auch zu Verbzweit-Stellung tendierten, so im Mittelwalisischen und im modernen Bretonisch). Außerdem weisen alle diese Sprachen Anfangsmutationen auf. Diese grammatischen Merkmale traten in den aus der Antike belegten festlandkeltischen Sprachen nicht oder nicht systematisch auf. Eine weitere charakteristische Eigenschaft des Inselkeltischen ist die Existenz konjugierter Präpositionen, was nicht nur für das Festlandkeltische, sondern für indogermanische Sprachen insgesamt untypisch ist. Die Eigenheiten des Inselkeltischen haben zu der Hypothese geführt, dass in vorgeschichtlicher Zeit einwandernde Kelten auf eine Urbevölkerung getroffen seien, die Sprachen mit solchen Eigenschaften gesprochen hätte und diese beim Sprachwechsel dann auch dem Keltischen aufgeprägt hätte (ein sogenannter Substrateinfluss). Seit dem 19. Jahrhundert sind Spekulationen vorgebracht worden, dass die Ähnlichkeiten dieser inselkeltischen Merkmale zu den Merkmalen afroasiatischer Sprachen (v. a. Semitisch und Berber) vielleicht überzufällig stark seien.
Die grundlegenden Unterschiede innerhalb der beiden Hauptgruppen des Inselkeltischen sind folgende:
- Die goidelischen Sprachen sind q-keltisch, die britannischen Sprachen sind hingegen p-keltisch.
- In den goidelischen Sprachen herrscht ursprünglich Initialbetonung (auf der ersten Silbe) – in allen Dialekten (außer im Munster-Irischen in bestimmten Fällen) bis heute.
- In den britannischen Sprachen herrscht Pänultima-Betonung (vorletzte Silbe). Eine Ausnahme bildet der bretonische Dialekt Gwenedeg (französ. Vannetais), in dem Ultimabetonung (letzte Silbe) die Regel ist und sich eine Tendenz zur Aufgabe des Wortakzents nach dem Vorbild des Französischen feststellen lässt.
- Nur in den goidelischen Sprachen wird noch zwischen palatalen und nicht-palatalen Konsonanten unterschieden, diese bilden dort jeweils Phonempaare. Im Manx ist diese Unterscheidung weitgehend aufgehoben.
- Die Anfangsmutationen fallen in den Hauptgruppen (sowie in geringerem Maße in den Einzelsprachen) unterschiedlich aus.

## Vergleichsbeispiele
|                                 | Irisch                                                     | Schottisch-Gälisch        | Manx                                       | Walisisch                                   | Kornisch                                        | Bretonisch                               |
| ich lerne („bin ich am Lernen“) | tá mé ag foghlaim                                          | tha mi ag ionnsachadh     | ta mee ynsaghey                            | (ry)dw i'n dysgu                            | yth esof vy ow tysky                            | me zo o teskiñ (ich bin am Lernen) – SVO |
| Kopf, (auch „Ende“)             | ceann mit palatalem Anlaut /k´/                            | ceann wie Irisch          | kione mit /j/-Einschub aus Palatalisierung | pen (/kw/ > /p/)                            | mkorn. pen(n) (*), spätkorn. pedn wie Walisisch | penn wie Walisisch                       |
| zu mir, für mich                | dom (Standard), auch domh, dhom, dhomh (Präp. do + Suffix) | dhomh (Präp. do + Suffix) | dou (Präp. do + Suffix)                    | i mi/fi** (Präp. i „zu“ + Pers.pron. „ich“) | dhym** (Präp. dhe + Suffix)                     | din (Präp. da + Suffix)                  |

(*) Anm.: Für das Neokornische sind drei unterschiedliche Orthographien in Gebrauch. Kemmyn schreibt <penn>, Unys Amendys <pen> und Nowedga <pedn>.
(**) Anm.: Im Walisischen und Spätkornischen ist eine Entwicklung in Richtung eines analytischen Systems nach Vorbild des Englischen festzustellen: spätkorn. <tho vee> [ðə 'vi:] „zu“ + „ich“